# Huerto y Jardín Botánico de La Bussière
El Jardín botánico y huerto de La Bussière (en francés: Jardin botanique et verger de La Bussière) es un jardín botánico especializado en manzanos, verduras y legumbres comestibles de variedades de la herencia de la zona, La Bussière, Francia.

## Localización
Este jardín botánico se ubica en la proximidad de Angles-sur-l'Anglin, y de la abadía de Saint-Savin, inscrita en el Patrimonio Mundial de la Unesco.
Jardin botanique et verger de La Bussière La Bussière, Vienne, Poitou-Charentes, France-Francia. 
Está abierto todos los días del año, y se cobra una tarifa de entrada.

## Historia
Este jardín botánico fue creado para salvaguardar el patrimonio de las variedades hortícolas de la zona tanto de verduras como de los árboles frutales (manzanos), para evitar su pérdida irremediable, debido a que han sido desplazados en los cultivos en gran escala por las variedades estandarizadas con destino a los supermercados.
En la recolección de las variedades de manzanos ha tenido una importancia fundamental la « Association des Croqueurs de pommes de la Vienne et des Deux-Sèvres » 

## Colecciones
Sus colecciones están compuestas de:
- Plantas medicinales y comestibles con 300 tipos
- Rosaleda con variedades de rosas con fragancia.[1]
- Árboles frutales primordialmente variedades cultivadas antiguas de manzanos.
- Como ampliación del jardín se encuentra un arboreto de 850 árboles que domina el valle del Gartempe.[2]